# Gabriella Mészáro
Gabriella Mészáro (Budapest, Hungría, 14 de diciembre de 1913-ibídem, 4 de abril de 1994) fue una gimnasta artística húngara, medallista de bronce olímpica en Berlín 1936 en el concurso por equipos.

## Carrera deportiva
En las Olimpiadas de Berlín 1936 gana el bronce en el concurso por equipos, tras las alemanas y checoslovacas, siendo sus compañeras de equipo: Margit Kalocsai, Ilona Madary, Margit Csillik, Margit Nagy, Olga Törös, Judit Tóth y Eszter Voit.